# Zdeněk Procházka
Zdeněk Procházka (12 de janeiro de 1928) é um ex-futebolista checo, que atuava como meia.

## Carreira
Zdeněk Procházka fez parte do elenco da Seleção Tchecoslovaca de Futebol que disputou a Copa do Mundo de 1954.

## Ligações Externas
- Perfil em FIFA.com (em inglês)